# Lac Korientzé
Le lac Korientzé est un lac du Mali du delta central du Niger situé en rive droite du fleuve Niger au sud de la ville de Korientzé, à l'ouest de la ville de Niafunké. Il possède un barrage de retenue au niveau de son émissaire sud près du village de Nounou.